# ژوولیز
ژوولیز (به فرانسوی: Juvelize) یک کمون در فرانسه است که در Canton of Vic-sur-Seille واقع شده‌است.

## خصوصیات
ژوولیز ۷٫۸۲ کیلومترمربع مساحت و ۹۵ نفر جمعیت دارد و ۲۵۰ متر بالاتر از سطح دریا واقع شده‌است.